# Industrial
Industrial, eller industrimusik, är en term som används för ett antal olika stilar inom elektronisk (synthmusik) och experimentell musik. Den användes första gången sommaren 1985 för beskriva den då unika musiken från Industrial Records utgivningar. Ett stort urval av artister och skivmärken har efter detta kommit fram och fått representera genren "industrial". Beroende på vem du frågar, så ingår grupper som Throbbing Gristle, Klinik, Rammstein, Maurizio Bianchi/M. B., Einstürzende Neubauten, Ministry, KMFDM, Pain, Nine Inch Nails, Skinny Puppy, Front Line Assembly, Revolting Cocks, samt Sanctum.
Själva termen Industrial kom från skivbolaget Industrial Records som skapades av Throbbing Gristle som de startade i syfte att ge ut sin egen musik. Namnet är en kall parodi av underhållningsindustrins process för att industrialisera musik.
Eller som Peter Christopherson från Industrial Records en gång sa: "The original idea of Industrial Records was to reject what the growing music industry was telling you at the time what music was supposed to be." som enkelt översatt betyder: "Originalidén bakom Industrial Records var att inte stödja den musik som den växande musikindustrin ansåg vara den musik som gällde för tillfället".
Gemensamt för industri är fokuseringen på chock- och terrorestetik, samhällsförfall, förtryck, destruktivitet, övergrepp och problembetonade psykosociala samhällsfenomen. Därmed får musiken ofta en aggressiv, dystopisk framtoning med känsla av hopplöshet.
Inom industri finns flera subgenrer från elektronisk noise via Body (EBM) till industrimetal.

## Subgenrer
- Industrirock
- Industrimetal
- Electronic body music (EBM, "body")
- Electroindustri
- Martial industrial
- Neofolk
- Noise

## Exempel på musikgrupper
- Apoptygma Berzerk
- Borghesia
- Clock DVA
- Cryo
- D.A.F.
- Das Ich
- Deathstars
- Einstürzende Neubauten
- Emilie Autumn
- Front Line Assembly
- Funker Vogt
- Klinik
- KMFDM
- Laibach
- Mindless Self Indulgence
- Ministry
- Misery Loves Co.
- Necro Facility
- Nine Inch Nails
- Nitzer Ebb
- Pain
- Peace, Love and Pitbulls
- Psyclon Nine
- Rammstein
- Revolting Cocks
- Skinny Puppy
- SPK
- Sällskapet
- Throbbing Gristle
- VNV Nation
- Von Thronstahl